# 알루미늄-27
알루미늄-27(27Al)은 알루미늄 동위 원소의 일종으로, 원자핵은 양성자 13개와 중성자 14개로 구성되어 있고 원자 질량은 26.98153863이다. 알루미늄의 유일한 안정 동위 원소로, 우주선으로 인해 생성되는 극미량의 알루미늄-26(26Al)을 제외하면 지구에서의 존재 비율은 거의 100%이다.

## 생성
알루미늄-27은 마그네슘-27, 규소-27, 인-28의 방사성 붕괴 과정에서 생성될 수 있다.

## 같이 보기
- 알루미늄 동위 원소
- 알루미늄-26
- 안정 동위 원소
- 자연 존재비

| 가벼운 핵종 알루미늄-26 | 알루미늄의 동위 원소 | 무거운 핵종 알루미늄-28 |

| 어미핵종: 마그네슘-27(β-) 규소-27(ε) 인-28 | 알루미늄-27의 붕괴 사슬 | 없음 |